# Karel Václav Petřík
Karel Václav Petřík (16. srpna 1885, Nezdice na Šumavě – 8. července 1957, Praha) byl československý generál.

## Život
V době 1. světové války působil v Československých legiích v Rusku, vzhledem k tomu, že se na začátku války nacházel v Rusku působil od počátků války v České družině. Po konci války působil v československé armádě, v době Mnichovské krize velel ochraně hranic od Aše až po Teplice. Pensionován byl až k 1. lednu 1940.
V době druhé světové války se aktivně zapojil do odboje, po roce 1948 byl krátce vězněn a zemřel v ústraní roce 1957.
Dne 29. 4. 2014 bylo generálu Petříkovi uděleno Čestné občanství Prahy 1 in memoriam.

## Vyznamenání
|  | Řád sv. Anny, III. třídy s meči a mašlí       |
|  | Řád sv. Stanislava, II. třída s meči          |
|  | Řád sv. Stanislava, III. třída s meči a mašlí |
|  | Řád sv. Vladimíra, IV. třída s meči a mašlí   |
|  | Řád sv. Jiří, IV. třída                       |
|  | Croix de guerre                               |
|  | Řád sokola, vojenské skupiny s meči           |
|  | Croce al merito di guerra                     |
|  | Československý válečný kříž 1914–1918         |
|  | Řád čestné legie, V. třídy – kavalír          |
|  | Československá medaile Vítězství              |
|  | Československá revoluční medaile              |
|  | Československý válečný kříž 1939              |